# Natação artística no Campeonato Mundial de Esportes Aquáticos de 2022 - Rotina técnica dueto
A prova da rotina técnica dueto é um dos eventos da natação artística do Campeonato Mundial de Esportes Aquáticos de 2022 foi realizada entre os dias 17 a 19 de junho, em Budapeste, na Hungria.

## Medalhistas
| Ouro                             | Prata                                             | Bronze                                                   |
| China · Wang Liuyi · Wang Qianyi | Ucrânia · Maryna Aleksiiva · Vladyslava Aleksiiva | Áustria · Anna-Maria Alexandri · Eirini-Marina Alexandri |

## Cronograma
Todos os horários são locais (UTC+2). 
| Data        | Hora  | Evento        |
| ----------- | ----- | ------------- |
| 17 de junho | 13:00 | Eliminatórias |
| 19 de junho | 16:00 | Final         |

## Resultados
| Pos.              | Nacionalidade  | Nadadoras                                    | Eliminatória | Eliminatória | Final   | Final |
| Pos.              | Nacionalidade  | Nadadoras                                    | Pontos       | Pos.         | Pontos  | Pos.  |
| ----------------- | -------------- | -------------------------------------------- | ------------ | ------------ | ------- | ----- |
| Medalha de ouro   | China          | Wang Liuyi Wang Qianyi                       | 92.6378      | 1            | 93.7536 | 1     |
| Medalha de prata  | Ucrânia        | Maryna Aleksiiva Vladyslava Aleksiiva        | 91.8565      | 2            | 91.8617 | 2     |
| Medalha de bronze | Áustria        | Anna-Maria Alexandri Eirini-Marina Alexandri | 90.2869      | 3            | 91.2622 | 3     |
| 4                 | Japão          | Moe Higa Megumu Yoshida                      | 90.0294      | 4            | 89.9444 | 4     |
| 5                 | Itália         | Linda Cerruti Costanza Ferro                 | 89.4116      | 5            | 89.8733 | 5     |
| 6                 | México         | Nuria Diosdado Joana Jiménez                 | 85.6160      | 6            | 87.1936 | 6     |
| 7                 | Estados Unidos | Anita Alvarez Megumi Field                   | 85.5281      | 8            | 86.4262 | 7     |
| 8                 | Países Baixos  | Bregje de Brouwer Marloes Steenbeek          | 85.5859      | 7            | 86.1420 | 8     |
| 9                 | Reino Unido    | Kate Shortman Isabelle Thorpe                | 84.8081      | 9            | 84.9751 | 9     |
| 10                | Israel         | Eden Blecher Shelly Bobritsky                | 84.0556      | 10           | 84.2990 | 10    |
| 11                | Alemanha       | Marlene Bojer Michelle Zimmer                | 82.7121      | 11           | 82.7570 | 11    |
| 12                | Coreia do Sul  | Hur Yoon-seo Lee Ri-young                    | 80.6840      | 12           | 80.3069 | 12    |
| 13                | Suíça          | Emma Grosvenor Margaux Varesio               | 79.9267      | 13           |         |       |
| 14                | San Marino     | Jasmine Verbena Jasmine Zonzini              | 78.7143      | 14           |         |       |
| 15                | Brasil         | Jullia Catharino Laura Miccuci               | 78.4679      | 15           |         |       |
| 16                | Singapura      | Debbie Soh Miya Yong                         | 78.4116      | 16           |         |       |
| 17                | Sérvia         | Sofija Džipković Jelena Kontić               | 76.3368      | 17           |         |       |
| 18                | Chéquia        | Karolína Klusková Aneta Mrázková             | 76.2891      | 18           |         |       |
| 19                | Hungria        | Linda Farkas Boglárka Gács                   | 75.4002      | 19           |         |       |
| 20                | Egito          | Nadine Barsoum Nehal Saafan                  | 75.3417      | 20           |         |       |
| 21                | Colômbia       | Melisa Ceballos Estefania Roa                | 74.3560      | 21           |         |       |
| 22                | Uruguai        | Clara De León Agustina Medina                | 72.7254      | 22           |         |       |
| 23                | Argentina      | Luisina Caussi Camila Pineda                 | 72.2259      | 23           |         |       |
| 24                | Suécia         | Anna Högdal Clara Ternström                  | 71.0101      | 24           |         |       |
| 25                | Turquia        | Selin Telci Ece Üngör                        | 70.1780      | 25           |         |       |
| 26                | Austrália      | Georgia Courage-Gardiner Milena Waldmann     | 69.6770      | 26           |         |       |
| 27                | Cuba           | Gabriela Alpajon Stephany Urbina             | 66.7595      | 27           |         |       |
| 28                | Tailândia      | Pongpimporn Pongsuwan Supitchaya Songpan     | 66.5138      | 28           |         |       |
| 29                | Malta          | Thea Blake Ana Culic                         | 64.5435      | 29           |         |       |
| 30                | África do Sul  | Skye MacDonald Xera Vegter                   | 64.3119      | 30           |         |       |
| 31                | Aruba          | Maria Salazar Melanie Tromp                  | 64.1479      | 31           |         |       |
| 32                | Costa Rica     | María Alfaro Anna Mitinian                   | 63.6299      | 32           |         |       |